# جنبش راجنیش
جنبش راجنیش یا جنبش اشو جنبشی است در قرن بیستم با الهام از تعالیم اشو (عارف و استاد معنوی هندی) و از شاگردان او به وجود آمد که به «سانیاسین‌های نوین» معروف بودند. اعضای این جنبش را «انسان‌های نارنجی» نیز می‌نامیدند، زیرا لباس‌هایشان در ابتدا نارنجی بود. آن‌ها نام جدید بر خود می‌نهادند، لباس نارنجی که لباس مقدس مردان هندو بود می‌پوشیدند، گردنبند مروارید می‌بستند و با حضور در آشرام‌های مخصوص جنبش، به مراقبه، یوگا، جشن، رقص و دیگر راهکارهایی که برای اهداف معنوی در نظر گرفته شده بود، می‌پرداختند.
جنبش راجنیش در دهه‌های ۱۹۷۰ و ۱۹۸۰ در هند و آمریکا گسترش پیدا کرد و به دلیل مخالفت اشو با ارزش‌های اخلاقی سنتی مناقشه‌هایی ایجاد کرد. در هند حکومت وقت با جنبش اختلاف پیدا کردند و همین سبب توقف گسترش آشرام پونا شد. در ایالت اورگن آمریکا نیز بلافاصله جامعه محلی و حکومت ایالتی به دلیل تلاش‌های اعضای جنبش برای گسترش کمون، با جنبش وارد تعارض شدند. بعدها با مشکلات قانونی و کیفرخواست علیه رهبر این جنبش اشو و اطرافیانش، مقر این جنبش ویران شد و ضمن محاکمه تعدادی از اعضای جنبش، اشو از ایالات متحده آمریکا اخراج شد. فعالیت جنبش در شوروی ممنوع اعلام شد. این جنبش از سوی شوروی و کمونیست‌ها به عنوان یک ایدئولوژی ضدفرهنگی بورژوازی در نظر گرفته می‌شد که ایده‌های جامعه مصرف‌کننده را ترویج می‌داد.
در هند و غرب به تدریج و با گذشت زمان به ویژه پس از مرگ اشو، این جنبش پاسخ مثبت‌تری از جامعه اطراف دریافت کرد و از آن زمان بنیاد بین‌المللی اشو (OIF) که اشو آن را قبل از مرگش راه‌اندازی کرده بود، به ترویج ایده‌های اشو، چاپ کتب وی و اداره املاک و استراحتگاه‌های بین‌المللی مدیتیشن می‌پردازد.
امروزه به جز آشرام پونا که آشرام شناخته شده جنبش در هند است، تعدادی مراکز دیگر این جنبش نیز در سراسر جهان از جمله ایالات متحده، بریتانیا، آلمان، ایتالیا و هلند وجود دارد.